# 4-溴苯甲酸
4-溴苯甲酸是一种有机化合物，化学式为BrC6H4COOH，它是溴苯甲酸的同分异构体之一。它可由4-溴甲苯、4-溴苯甲醛或4-溴苯甲醇的氧化反应制得。
它和氯化亚砜反应，可以得到4-溴苯甲酰氯。